# Zabołottia (obwód czerniowiecki)
Zabołottia (ukr. Заболоття) – wieś na Ukrainie, w obwodzie czerniowieckim, w rejonie czerniowieckim, w hromadzie Storożyniec. W 2001 liczyła 726 mieszkańców.